# Fidel Fernández Martínez

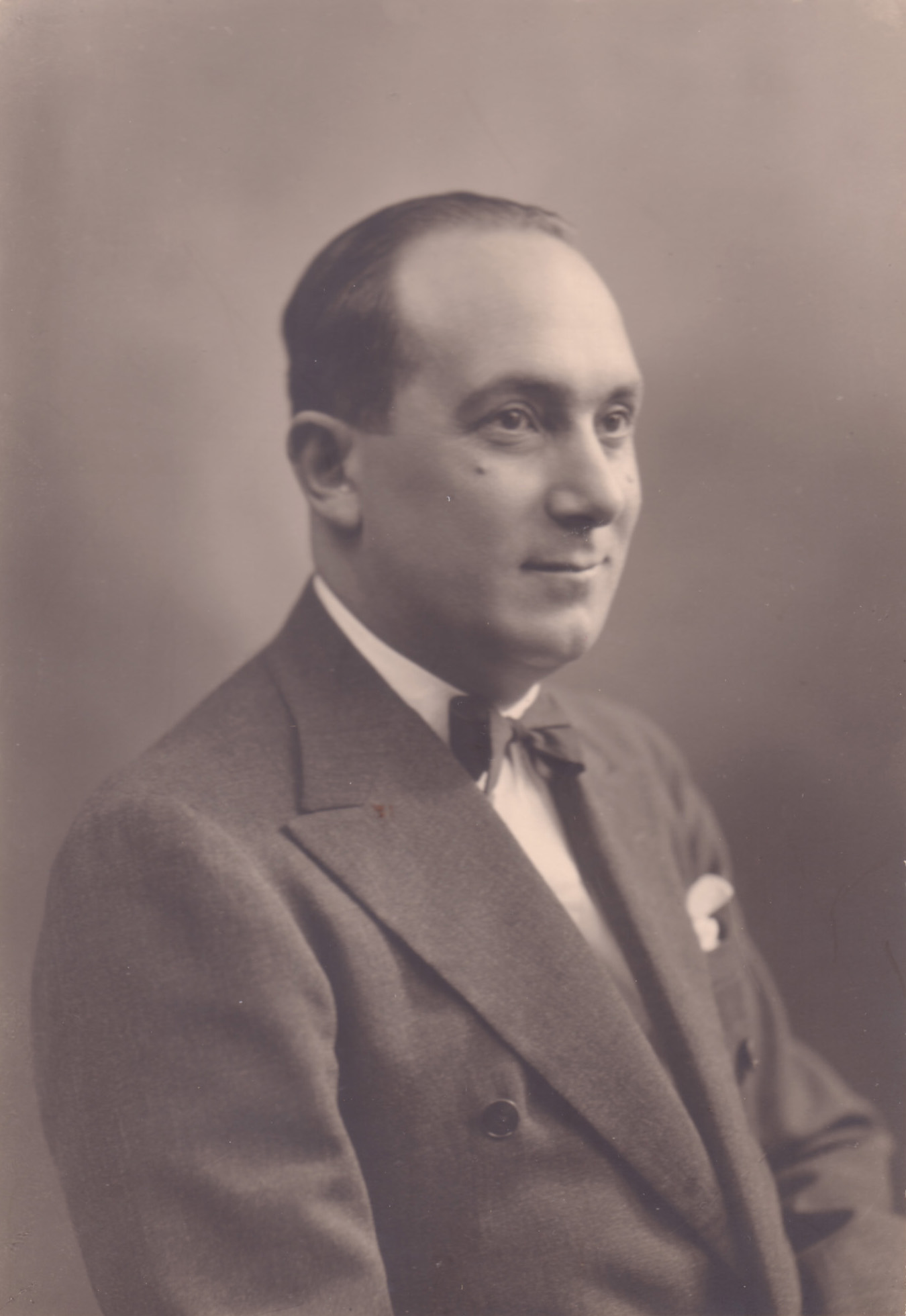
Fidel Fernández Martínez

Fidel Fernández Martínez (Granada el 18 de diciembre de 1890 - Granada, 19 de septiembre de 1942)
Una de las personas clave de la Granada de la primera mitad del siglo XX y una de las que más hizo para el conocimiento de Sierra Nevada. Famoso médico, académico de Bellas Artes y de Medicina, Conservador de la Alhambra y apasionado penibetista. Hijo de Gregorio Fidel Fernández Osuna, prestigioso médico granadino, y miembro fundador de la sociedad deportiva Diez Amigos Limited, con quien comenzó a recorrer, conocer y amar Sierra Nevada ya antes de finalizar el siglo XIX. Él mismo llegó a formar parte de los Diez Amigos y fue uno de los fundadores de la aún viva Sociedad Sierra Nevada, de la que fue presidente los años 1935 y 1936. Entre la gran cantidad de libros que publicó (científicos y literarios) destaca su obra "Sierra Nevada", publicada en Granada en 1931 y luego en Barcelona en 1936 y 1946. Se recuperó la primera edición del libro en Granada en 1992. Se debe destacar también su época de Conservador de la Alhambra con la primera protección contra los incendios en la Alhambra y la repoblación y puesta en uso de la Dehesa del Generalife y lo que se conoce hoy como Parque de Invierno y Llano de la Perdiz. Una calle en el barrio de los Doctores, junto a la Plaza de Toros, lleva su nombre en Granada desde los años sesenta del pasado siglo.

## Biografía
Fidel Fernández Martínez nace en Granada el 18 de diciembre de 1890 y fallece el 19 de septiembre de 1942 en la granadina calle de San Antón, en la misma casa en que nació y vivió. Quinto de diez hermanos y tercer varón, hijo de Gregorio Fidel Fernández Osuna y de Mª de las Angustias Martínez Arrúe. Estudia sus primeras lecciones con los PP. Escolapios, hoy Colegio Dulce Nombre de María junto al río Genil. En 1901 ingresa en el Instituto, hoy IES Padre Suárez donde en 1906 obtiene el grado de Bachiller con Sobresaliente y consigue el Premio Extraordinario.
Estudiante de Medicina en Granada obtiene el título de Licenciado con Premio Extraordinario (consigue 28 matrículas de honor en la carrera). Seguidamente alcanza el título de Doctor en Madrid en 1913 ante un tribunal presidido por don Santiago Ramón y Cajal, marchando a la Facultad de Medicina de París para ampliar estudios, donde al poco tiempo le sorprende la Gran Guerra, la que hoy se llama Primera Guerra Mundial por lo que en pocos meses vuelve a Granada donde es recibido como profesor en la Facultad de Medicina. Sus publicaciones científicas ya le habían grangeado un incipiente prestigio. Con 27 años ingresa en la Real Academia de Medicina de Granada en acto presidido por don Natalio Rivas Santiago, entonces Subsecretario de Instrucción Pública.
Casa en primeras nupcias con su parienta Mª de la Concepción Jiménez Osuna el 22 de abril de 1917 y fallecida ésta el 15 de junio de 1924, se casa en segundas con Blanca Rubio Jiménez el 15 de noviembre de 1926, con la que tiene seis hijos. Su nombre Fidel Fernández y su profesión de médico, se ha repetido muchas veces desde entonces en hijos, nietos y sobrinos.
Tuvo seis hijos: Fidel (médico, nacido en 1928); José María (licenciado en Derecho, 1932-2002); Rafael (ingeniero de Minas,1932); Juan de Dios (aviador, 1936-1974); Francisco (ingeniero de Minas, 1938) y María Nieves (Blanca, 1940).
Sus estudios científicos comienzan descubriendo el Kala-azar infantil, la disentería, y la leichmaniosis, enfermedades hasta entonces no conocidas en España, pero que estaban presentes en Andalucía. Estos descubrimientos le suponen una gran fama en la profesión y de ahí Fidel Fernández bosqueja lo que sería uno de sus primeros logros, explicar las características de patologías regionales específicas dentro de España. Aunque ya iba derivando su interés a lo que fue más fundamental en su trabajo científico médico: el aparato digestivo, las úlceras de estómago, el estreñimiento...
Apoya la creación de revistas médicas, destacando la Actualidad Médica y la Revista Española de Enfermedades Digestivas. En 1918 ya ha publicado casi noventa artículos médicos. Es nombrado médico de la Beneficencia en el Hospital de San Juan de Dios de Granada. Traslada los servicios Digestivos al Hospital de San Lázaro en 1932 consiguiendo un gran salto adelante en su trabajo y en la posterior creación de una auténtica escuela granadina en su especialidad. Los resultados de sus esfuerzos son los tomos de sus Trabajos de la Clínica que recogen los esfuerzos y trabajos de más de seis años de actividad.
El reconocimiento de su labor se extiende en premios y apoyos en Bilbao, Valencia, Brasil, Madrid, París, Granada por supuesto... De hecho sus colaboraciones científicas recogidas son más de cuatrocientas y muchísimas de ellas en publicaciones extranjeras. Y ya comienza a estudiar las complicaciones hepáticas. En 1936, al comienzo de la Guerra Civil funda y se pone al frente de un Hospital de Sangre que instala en la propia Alhambra, en lo que luego será el actual Parador de San Francisco.
El 22 de abril de 1939, según recoge un oficio conservado en el Archivo de la Escuela de Estudios Árabes de Granada (CSIC), fue designado para la asistencia facultativa médica de los jóvenes musulmanes que recibían clases en la Escuela.
Su biblioteca médica y el amplísimo fichero bibliográfico, fueron cedidos por su viuda Blanca Rubio Jiménez a la del Hospital de San Juan de Dios de Granada en 1960. Los fondos no médicos pero científicos se entregaron a la Facultad de Ciencias de la Universidad de Granada en las mismas fechas.
Pocos meses antes de su fallecimiento, él mismo -según cuenta en sus notas- descubre en su propio cuerpo la insuficiencia hepática que acabará con su vida y llevará un control exhaustivo del proceso de su enfermedad, sorprendiendo a sus discípulos y familiares por el detalle con que lo hace. Fallece en 1942, con apenas algo más de los cincuenta años.

## ElPenibetismoy Sierra Nevada
Su interés por el montañismo, por el alpinismo, por el penibetismo como se llamaba en aquellos años en Granada comenzó desde muy joven. Ya con apenas nueve años cumplidos acompañó a su padre a una gran excursión por Sierra Nevada. "Como miembro de los Diez Amigos Limited, hice yo mis primeras armas en la Sierra cuando tenía nueve años. Mi padre viéndome un tanto enclenque y desmedrado, quiso robustecerme en la montaña y me llevó a recorrer-cuidando más de mi seguridad que de la suya- las cumbres y los valles de Sierra Nevada en la memorable excursión de 1900".
"Desde entonces, todas mis horas libres las he vivido en las alturas de la Penibética. Todas las vacaciones de mi vida estudiantil; largas temporadas durante las heladas invernales de la Navidad o el Carnaval, han transcurido para mí en Sierra Nevada. Todos sus cortijos me han prestado hospitalario refugio; en todas sus grutas dormí noches y noches; todos sus valles, sus precipicios y sis cimas han sido hollados por mis pies. No se han enfriado con la edad mis aficiones y sigo viviendo en la Sierra todos los momentos que me dejan libres los quehaceres profesionales. Aquí encontré siempre sosegado reposo espiritual, salud para el cuerpo, ambiente para cultivar mis aficiones de romanticismo y de poesía y bálsamos milagrosos que ayudaron a cicatrizar heridas del alma, que parecían incurables."
(Estas dos citas, de su libro Sierra Nevada)
(fotografía)
En 1908 publica en la prensa una llamada para la creación de un Museo regional de Historia Natural en el que las especies de Sierra Nevada deberían tener una representación mayoritaria (¡tenía 17 años!). Poco a poco va escribiendo y publicando informaciones y comentarios sobre Siera Nevada, sobre su botánica, sobre las pretensiones -que apoya con entusiasmo- de realizar una carretera que la cruce hacia la Alpujarra... En 1931 publica su Sierra Nevada en el que vierte su vida durante treinta años recorriendo y estudiando sus veredas y paisajes. No dejará de escribir hasta su fallecimiento más de sesenta artículos sobre este tema en periódicos y revistas locales y de ámbito nacional.
La Sociedad Sierra Nevada le nombra Socio de Honor en 1933 por su libro "que tanto ha contribuido al desarrollo del turismo en la Sierra". Dos años más tarde es elegido Presidente de la Sociedad e multiplica de manera impresionante su actividad con pruebas deportivas, impulsa la carretera que dirige el ingeniero y amigo Juan José Santa Cruz, semanas deportivas, publicidad internacional, maniobras militares con la creación y potenciación de unidades militares específicas para la nieve, albergues para los montañeros... Pero son malos tiempos y las divergencias surgen. Dimite en enero de 1936. Los locales de la Sociedad son incendiados en mayo de 1936 junto con otros locales, iglesias y edificios de la ciudad...

## Obra científica
Don Gregorio Marañón escribe que: En Granada, Fidel Fernández ha hecho una escuela libre y vivaz de gastropatología: ha influido con su actuación profesional exuberante sobre el tono medio de los médicos regionales. Ha publicado muchos y excelentes estudios monográficos que hacen que su nombre sea conocido en la literatura médica comtemporánea. Edita y dirige un Tratado de Medicina que ha encauzado hacia la disciplina del gran libro la energía anárquica y difusa tan típica del médico español, aun del excelso. Ha fundado una revista, donde se agrupan sus colaboradores, que basta a dar un carácter científico a la Medicina del Sur de España. Y finalmente, al ser incluida su monografía sobre el tratamiento de las úlceras del estómago en la serie que edita Masson en París, recibe el espaldarazo de la categoría universal.
Tras sus primeros estudios sobre enfermedades del Sur de España, sería complicado incluir aquí los trabajos científicos que el paso de los años pueden haber dejado antiguos, aunque necesarios para el desarrollo de la investigación. Pero se publican trabajos suyos en Granada, Valencia, Canarias, Bilbao, Brasil, Córdoba, Barcelona, París... Se podrían destacar algunos como Exploración del aparato digestivo' 1929. Alimentación y clima en Sierra Nevada 1939.
Muchos trabajos sobre los problemas ulcerosos del aparato digestivo, sobre enfermedades del hígado, el estreñimiento... Tan sólo la Editorial Juventud de Barcelona tiene publicadas obras médicas suyas en un total de dieciocho, desde las Lecciones de Patología Gastrointestinal a las Parasitosis Intestinales en 1942.
Algunas obras publicadas:
- Tratamiento de la Úlcera Gastroduodenal. Madrid, Morata, 1928.
- Oclusión Intestinal. Madrid, Morata, 1928.
- Tratado de Exploración del Aparato Digestivo. Madrid, Morata, 1930.
- Los Síndromes Dolorosos del Abdomen. Madrid, Morata 1941.
- Flanco Derecho Doloroso. Madrid, Morata, 1941.

## Obra literaria
SIERRA NEVADA. Granada Urania 1931, 342 pp.; Barcelona Juventud 1936 y 1946 y Granada Caja de Granada 1992, (Esta última edición, facsímil de la de 1931, cuenta con un amplio estudio preliminar de Francisco Fernández Rubio, hijo menor del autor)
LA ALHAMBRA. Barcelona Juventud, 280 pp., 1933, 1934 y 1941.
ABÉN HUMEYA. Barcelona Juventud 1936, 182 pp., y 1941.
BOABDIL. Tánger, 252 pp., 1940.
OMAR BEN HAFSÚN. Barcelona Juventud, 270 pp., 1942.
FRAY HERNANDO DE TALAVERA. Barcelona Juventud 1942.
Y habría que incluir también aquí el libro LA MEDICINA ÁRABE EN ESPAÑA, Barcelona Juventud 1936. Aunque no es una obra puramente literaria, tampoco se puede incluir entre sus obras de carácter estrictamente científico. "Aquellos ilustres médicos no fueron, como suele creerse, seres estúpidos e ignorantes, entregados a la magia y a la alquimia, sino sabios que elevaron a una altura no igualada el índice cultural de nuestra Patria". Hay una edición facsímil en El Legado Andalusí, Granada, 1995, 318 pp., con estudios preliminares de Francisco Fernández Rubio, Mª del Mar García-Torres Entrala y Mª Dolores de la Hoz Marín.

## Granada
Desde muy joven colabora en prensa y medios de comunicación. A los dieciocho años publica su primera crónica sobre una larga excursión a Sierra Nevada. En su estancia en París en el postgraduado, envía artículos a El Noticiero de Granada hablando de la Primera Guerra Mundial, que le hace volver a Granada. Hasta poco antes de su fallecimiento continúa sus colaboraciones periodísticas en la prensa local y nacional. En los años últimos de su vida tiene una gran colaboración con el diario España de Tánger. Sus artículos se centran en la divulgación de contenidos e historias de Granada pero también en la protesta por el abandono de monumentos y edificios, así como en la reivindicación de su mejora. Son muy interesantes sus escritos de protesta ante la quema de iglesias y conventos en la ciudad en los años de la II República.
En épocas recientes se han publicado dos libros con parte de sus colaboraciones en prensa: En "Antiguallas y Estampas Granadinas", 270 pp., se recogen casi noventa artículos periodísticos relacionados con Granada. Fue editado por la Diputación Provincial en 1994. Y en "Sierra Nevada: Estudios, Descripciones y Leyendas", 488 pp., se recogen otros cincuenta artículos referidos fundamentalmente a la Sierra, este libro se edita por la Caja de Granada y la Real Academia de Medicina y Cirugía de Granada en 1996.
(fotografía)
La relación con Granada, su ciudad, es muy fuerte. Es granadino y vive su tierra con mucha intensidad. A través de Antonio Gallego Burín tomó parte en los intentos de alcanzar una autonomía para Andalucía en las primeras décadas del siglo XX, y aunque sin identificarse demasiado parece inclinarse por los que opinaban que una Andalucía Oriental era mejor que una Andalucía única. No hay datos reales que definan su postura final.
Desde muy joven su defensa de la identidad granadina está presente en sus obras. Ya en Sierra Nevada, mucho más en La Alhambra, pero también en sus estudios sobre las figuras de BOABDIL, ABÉN HUMEYA, FRAY HERNANDO DE TALAVERA y OMAR BEN HAFSÚN.
En la guerra civil la autoridad militar lo nombra Conservador de la Alhambra. Pone al día el primer plan contra los incendios en el bosque de la Alhambra, pone en marcha un estudio sobre los terribles daños que se habían producido en los años anteriores en el patrimonio artístico con los incendios y destrozos de iglesias, cruces, conventos, lo que permitirá posteriormente la rehabilitación de esos lugares. (Hubo un libro que no tuvo mucha comercialización pública porque el prólogo impuesto, a mayor honra del nuevo régimen era impresentable incluso en aquella época; pero el libro, el estudio de los destrozos, sus fotografías y dibujos fueron imprescindibles para las labores de rehabilitación). Recuperó y puso al día de forma activa la restauración de los Palacios de la Alhambra.
Se reconstruyen las Cruces del Albayzín, la de la Rauda, la de San Miguel Bajo, San Gregorio, los Abades en el Sacromonte, la Blanca. Se consolidan las iglesias incendiadas de San Nicolás, el Salvador, San Luis... Recuerda en la Alhambra al cabo de inválidos José García, que impidió la destrucción de las murallas en 1812 por las tropas francesas de Napoleón
Nombrado académico de Bellas Artes de Granada en 1937, en la sesión de aceptación pronunció un hermoso discurso sobre su relación con la ciudad. "Considero yo a mi tierra como una dilatación de mi propia familia; como una prolongación de mi hogar; como algo inseparable de mi personalidad; como el ambiente único donde respiro libremente. Y es el amor entrañable que siento por Granada el que confirma y arraiga más y más el fanatismo moro que inunda mi alma por la idolatrada Sierra Nevada, a cuyos destinos me vincula, me enlaza y me compenetra cada vez con más pasión..."
Desde la Alhambra, recupera la Torre de Siete Suelos, la antigua y principal entrada a la Alhambra derribando las construcciones superpuestas comenzando así la liberación de la muralla por el paño sur y da inicio al establecimiento del parque del conocido como Llano de la Perdiz, recuperando así para la ciudad la antigua Dehesa del Generalife como un nuevo parque público que a su vez protegerá a la propia Alhambra.
Una insuficiencia hepática le llegó por sorpresa en 1942. Y él sabía mucho de esa enfermedad. Hay quien dice que no superó personalmente la represión mortal de muchos de sus amigos y compañeros en los inicios terribles de la guerra civil en Granada. En muy pocos meses, y siguiendo un control exhaustivo de su propia enfermedad, falleció en Granada. En su Granada.